# Katastrofa lotu Tuninter 1153
Katastrofa lotu Tuninter 1153 wydarzyła się 6 sierpnia 2005. Podczas lotu z Bari do tunezyjskiej Dżerby silniki samolotu ATR 72 przestały pracować. Gdy próby ponownego ich uruchomienia zawiodły, załoga została zmuszona do wodowania na Morzu Śródziemnym u wybrzeży Sycylii. Wodowania nie przeżyło 16 osób (15 pasażerów i 1 członek załogi), 16 osób zostało ciężko rannych, a 7 lekko rannych.

## Przebieg lotu
Lot Tuninter 1153 był jednym z dwóch etapów turystycznego połączenia pomiędzy Tunezją a Włochami: samolot ATR 72 najpierw wykonywał lot nr 152F z Tunisu do Bari, następnie po wymianie pasażerów lot powrotny nr 1153 z Bari do Dżerby.
6 sierpnia 2005 pierwszy etap lotu przebiegł rutynowo. Podczas lotu z Bari do Dżerby, na wysokości 23000 stóp (ok. 7600 m), prawy silnik nagle przestał pracować. Załoga rozpoczęła obniżanie pułapu lotu do 17000 stóp (ok. 5600 m) i podjęła próby ponownego uruchomienia silnika, jednak w niecałe dwie minuty później również lewy silnik przestał pracować. Załoga (z pomocą przebywającego na pokładzie jako pasażer mechanika pokładowego) próbowała uruchomić choć jeden z silników, jednak bezskutecznie. Gdy stało się jasne, że samolot nie ma możliwości dotrzeć do najbliższego lotniska położonego w sycylijskim Palermo, kapitan Chafik al-Gharbi podjął decyzję o wodowaniu samolotu. Załoga posadziła samolot na wodzie w pobliżu przepływających statków, by umożliwić szybką akcję ratunkową, 43 km na północny wschód od Palermo. W zderzeniu z taflą wody ATR 72 rozpadł się na trzy duże części; na wodzie utrzymały się skrzydła i fragment kadłuba, reszta zatonęła.
Ocalały 23 osoby, w tym obaj piloci i jedna z dwóch stewardes; 16 osób, w tym pomagający załodze mechanik pokładowy, poniosło śmierć.

## Ofiary katastrofy
| Kraj    | Pasażerowie | Załoga | Razem | Ofiary śmiertelne | Ocaleni |
| ------- | ----------- | ------ | ----- | ----------------- | ------- |
| Włochy  | 34          | -      | 34    | 14                | 20      |
| Tunezja | 1           | 4      | 5     | 2                 | 3       |
| Razem   | 35          | 4      | 39    | 16                | 23      |

## Śledztwo
Ponieważ kapitan al-Gharbi i drugi oficer Ali Kebaier al-Aswad zeznali, że w momencie zatrzymania się drugiego z silników pokładowy paliwomierz pokazywał łącznie ok. 1800 kg paliwa w obydwu głównych zbiornikach, śledczy przyjęli dwie hipotezy: usterka silników lub układu paliwowego. Jednak szczegółowe badanie nie wykazało żadnych problemów z silnikami ani z jakimkolwiek z elementów odpowiadających za zaopatrzenie silników w paliwo.
Gdy śledztwo utknęło w martwym punkcie, jeden ze śledczych zwrócił uwagę na zaskakujący fakt. Po katastrofie spora część szczątków samolotu zatonęła, jedynie część kadłuba i obydwa skrzydła unosiły się na powierzchni wody. Jednak skrzydło wypełnione prawie toną paliwa nie powinno swobodnie się unosić na wodzie; nie stwierdzono również, by na powierzchni wody pojawiła się plama paliwa lotniczego wskazująca na wycieknięcie go już po rozbiciu maszyny. Śledczy postanowili przyjrzeć się bliżej paliwomierzom samolotu.
Bardzo szybko okazało się, że natrafiono na właściwy trop: poprzedniego dnia dokładnie ta sama załoga zgłosiła mechanikom problem z paliwomierzem - ciekłokrystaliczne wyświetlacze nie funkcjonowały prawidłowo, uniemożliwiając odczyt poziomu paliwa. Mechanicy wymienili felerny paliwomierz. Jak się jednak okazało, Tuninter miał w swojej flocie dwa modele samolotów ATR - oprócz ATR 72 także mniejszy ATR 42. Samoloty te wykorzystywały dwa różne modele paliwomierzy - w ATR 72 używano modelu 2500, w ATR 42 - 2250. Modele te wyglądały dokładnie identycznie (różniły się jedynie oznaczeniem na przedniej ściance), jednak nie wolno było stosować ich zamiennie - zbiorniki paliwa w obydwu samolotach różniły się wielkością i wskazania czujników zostałyby błędnie zinterpretowane przez paliwomierz. Śledczy przeprowadzili eksperyment: wykorzystali dwa samoloty ATR 72, w tym jeden z zainstalowanym niewłaściwym paliwomierzem, i badali, jak zmieniają się odczyty paliwomierzy w obu samolotach w czasie lotu. Odkryli, że po zamontowaniu w samolocie ATR 72 paliwomierza model 2250 odczyty poziomu paliwa były wyraźnie zawyżone względem rzeczywistych; jak wyliczono, przy pustych zbiornikach w razie zamontowania błędnego modelu paliwomierz pokazywałby około 1800 kg paliwa - dokładnie tyle, ile według zeznań załogi pokazywał paliwomierz feralnego lotu 1153 po zgaśnięciu drugiego z silników.
Śledczy byli już pewni, co spowodowało katastrofę lotu Tuninter 1153; potrzebowali jedynie dowodu. W tym celu ekipa badaczy wyposażona w miniaturowe bezzałogowe łodzie podwodne wydobyła z morskiego dna szczątki kokpitu rozbitej maszyny. Teoria śledczych się potwierdziła: w maszynie zamontowano niewłaściwy model paliwomierza - model 2250.

## Przyczyny katastrofy

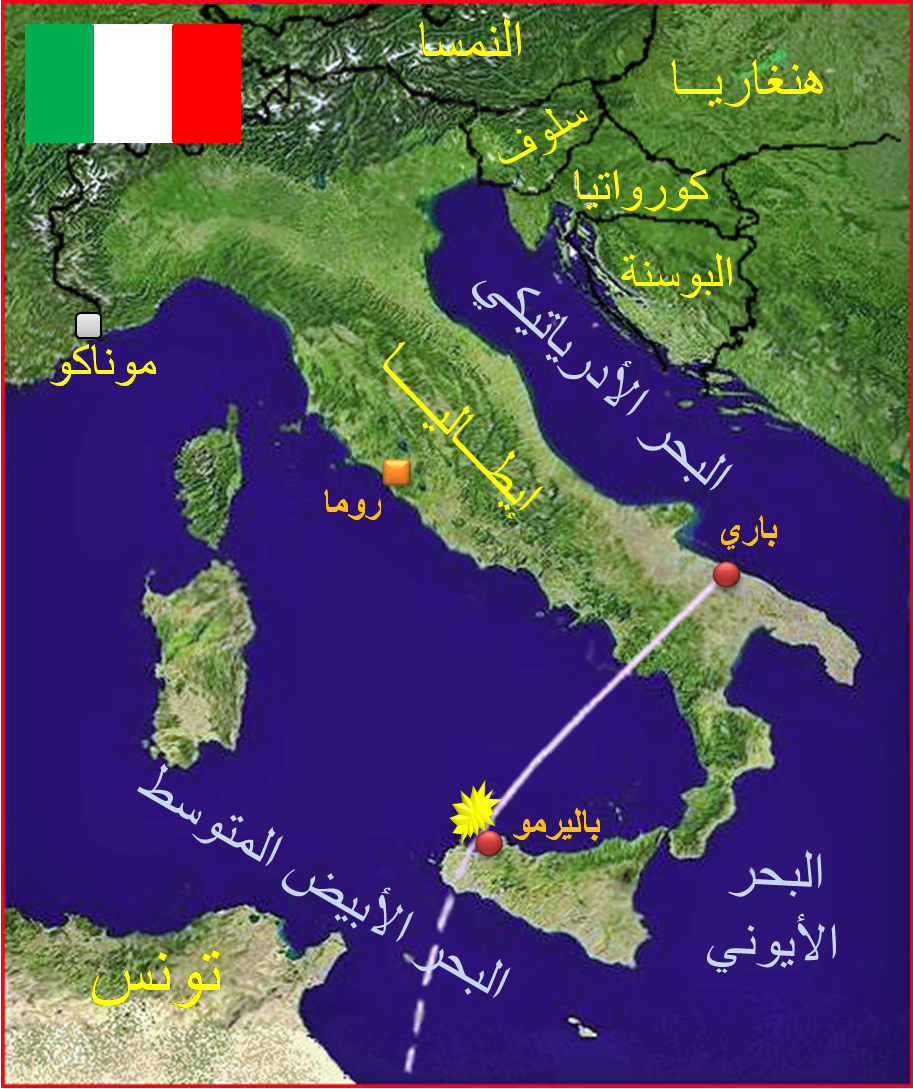
Trasa lotu 1153

Końcowy raport na temat katastrofy lotu Tuninter 1153 wskazywał następujące przyczyny:
- błędy obsługi naziemnej, która zamontowała niewłaściwy model paliwomierza;

- błędy w dokumentacji samolotu - z niewyjaśnionych przyczyn instrukcje dla mechaników Tuninter zawierały informację, że modele paliwomierzy 2250 i 2500 można stosować zamiennie.

- błędy załogi samolotu. Dokładnie ta sama załoga lądowała w Tunisie w wieczór przed dniem katastrofy i wtedy zgłosiła mechanikom problem z paliwomierzem. Gdy następnego ranka załoga przygotowywała się do startu w lot do Bari, kapitan zauważył, że ilość paliwa jest znacznie większa niż poprzedniego wieczora, choć załoga jeszcze nie dotankowywała samolotu. Obsługa naziemna zasugerowała, że poprzednia załoga zatankowała paliwo, choć w międzyczasie samolot nie wykonywał żadnych lotów. Kapitan zaakceptował to wytłumaczenie; jednak w takim przypadku w kokpicie samolotu powinien znaleźć się stosowny kwit potwierdzający dotankowanie maszyny - ale załoga nie mogła go znaleźć. Teoretycznie piloci powinni w tym momencie przerwać przygotowania do startu i wyjaśnić różnicę w poziomie paliwa, zamiast tego jednak zaakceptowali wyjaśnienie obsługi, że kwit zabrała poprzednia załoga (co byłoby wbrew przepisom). Podczas postoju w Bari załoga uzupełniała paliwo; żaden z pilotów nie zwrócił uwagi na fakt, że ilość dotankowanego paliwa według wskazań paliwomierza wyraźnie różni się od tej podawanej przez dystrybutor. Na koniec zaś, po zgaśnięciu obydwu silników, obowiązkiem pilotów jest ustawienie śmigieł w chorągiewkę, by miały jak najmniejszy współczynnik oporu powietrza, oraz dobranie optymalnej prędkości, aby uzyskać największą doskonałość w locie szybowym. Załoga nie zrobiła tego, skupiając się na ponownym uruchomieniu silników. Podczas odtworzenia feralnego lotu w symulatorze ATR 72 dwie załogi próbowały dotrzeć do Palermo, odpowiednio ustawiając łopatki śmigieł i dobierając prędkość lotu szybowego tak, aby samolot stawiał jak najmniejszy opór opływającemu go powietrzu. Jednej z załóg udało się wylądować na lotnisku, druga z nich wodowała na plaży w Palermo.

## Pokłosie
7 września 2005 rząd Włoch zamknął dla samolotów Tuninteru włoską przestrzeń powietrzną. Szefostwo linii wypłaciło rodzinom każdego z pasażerów po 20000 euro rekompensaty. Po pewnym czasie Tuninter zmienił nazwę na Sevenair i wznowił loty do Włoch.
W marcu 2009 kapitan Chafik al-Gharbi został przez tunezyjski sąd uznany winnym spowodowania katastrofy i skazany na 10 lat więzienia. Wyrok ten wzbudził spore kontrowersje: sąd uznał, że kapitan spanikował, na co wskazywały liczne okrzyki "Boże, ocal nas!", słyszalne na nagraniu z rejestratora rozmów w kokpicie, jednak eksperci wskazywali, że samo wodowanie było przeprowadzone prawidłowo: kapitan świadomie posadził maszynę na wodzie niedaleko przepływających statków, co umożliwiło niemal natychmiastowe rozpoczęcie akcji ratunkowej, jak również ustawił maszynę pod optymalnym kątem tuż przed zetknięciem z wodą. Większość ofiar utonęła, gdyż wbrew instrukcjom stewardes napełniła powietrzem kamizelki ratunkowe jeszcze przed wodowaniem, co uniemożliwiło im wydostanie się z tonącego kadłuba samolotu. Drugi pilot, mechanicy oraz szef personelu naziemnego również otrzymali wyroki od 6 do 10 lat pozbawienia wolności.
Katastrofę lotu Tuninter 1153 przedstawiono w jednym z odcinków serialu Katastrofa w przestworzach - Awaryjne wodowanie.

## Czarny sierpień
Katastrofa ta to część serii znanej jako „czarny sierpień” – okresu w historii lotnictwa (od 2 sierpnia do 5 września 2005 roku), podczas którego wydarzyła się niespotykana wcześniej liczba sześciu poważnych katastrof lotniczych: katastrofa lotu Air France 358, katastrofa lotu Tuninter 1153, katastrofa lotu Helios Airways 522, katastrofa lotu West Caribbean Airways 708, katastrofa lotu TANS Perú 204 i katastrofa lotu Mandala Airlines 091. Podczas „czarnego sierpnia” zginęło łącznie 487 ludzi.